# TV3 Sport (Tv-kanal)
 Denne artikel omhandler TV3 Sport, indtil 2013 TV 2 Sport. For den nye TV 2 Sport fra 2015, se TV 2 Sport.
TV3 SPORT, oprindelig TV 2 SPORT er en dansk tv-kanal, der startede 11. april 2007 blev 7. januar 2013 omdøbt til
TV3 SPORT 1 og har siden 31. oktober 2017 sendt under sit nuværende navn.

## Historie
Den 21. december 2006 offentliggjorde MTG og TV 2 DANMARK A/S, at de sammen ville lancere to sportskanaler 1. marts 2007. De blev dog forsinkede, idet Konkurrencestyrelsen havde visse forbehold over for et så tæt samarbejde mellem to af landets største tv-udbydere. Den 11. april 2007 accepterede Konkurrencestyrelsen samarbejdet på visse betingelser, og samme dag kl. 16.30 gik kanalen i luften. TV 2 DANMARK A/S ejede indtil 8. oktober 2012 51% af aktierne i kanalen, og MTG den resterende del. TV 2 SPORT sendte årligt cirka 3000 timers direkte transmissioner fra sportsbegivenheder. Transmissionerne kædedes sammen i studieprogrammet TV 2 SPORTCENTER.
Den 2. januar 2008 lancerede TV 2 SPORT en søsterkanal, TV 2 Sport HD, som udelukkende sendte sport i High Definition (HDTV). Fra årsskiftet blev den gjort til et spejl af TV 2 Sport hvorefter deres indhold var fuldstændig identisk. De to sportskanaler distribueredes via satellit, bredbånd og kabel-tv.
TV 2 SPORT havde en række rettigheder indenfor fodbold, håndbold, cykelsport, motorsport, tennis, ishockey m.fl. Værterne talte Claus Elming, Anders Sigdal, Tina Müller, Jimmy Bøjgaard og Poul Hansen, mens Claus N. Bretton-Meyer var direktør.
Efter nytåret 2012/2013 solgte TV2 sine arkiver til MTG. 7. januar 2013 skiftede kanalen navn til TV3 Sport 1. 
Da TV3 Sport 2 lukkede og blev til TV3 Max d. 31. oktober 2017, er der ingen grund til at beholde 1 tallet i logoet. Så fra den 31. oktober 2017 hedder kanalen TV3 Sport.